# Marcus Rohdén
Marcus Christer Rohdén (Värnamo, 11 maggio 1991) è un calciatore svedese, centrocampista dell'AEK Larnaca.

## Caratteristiche tecniche
Mediano di grande spinta e dal buon fiuto per la rete; sa adattarsi anche come centrale. Rare volte è stato impiegato come centrocampista di destra.

## Carriera

### Club

#### Inizi di carriera: Skovde e Elfsborg
Nel 2007 è entrato nel settore giovanile dell'Elfsborg, in cui è cresciuto fino al 2011 quando ha avuto una breve parentesi in prestito allo Skövde AIK in terza serie nazionale.
Rientrato dal prestito, ha firmato un contratto da professionista con l'Elfsborg, debuttando in Allsvenskan durante il campionato 2012 sotto la guida di Jörgen Lennartsson. Proprio in quell'anno i gialloneri hanno vinto il titolo nazionale, e Rohdén ha contribuito con 2 reti in 22 presenze, partendo però spesso dalla panchina. Durante l'anno seguente è entrato stabilmente nell'undici titolare. È stato titolare anche in occasione della finale di Coppa di Svezia 2013-2014, vinta 1-0 contro l'Helsingborg.

#### Arrivo in Italia: Crotone
Nell'estate 2016 viene acquistato dal Crotone, con il quale debutta nella massima serie italiana il 21 agosto, alla prima giornata, in occasione della sconfitta 1-0 a Bologna; il 14 maggio 2017 segna il suo primo gol con i Pitagorici contro l'Udinese.
Il 12 agosto 2018 sigla la sua prima rete in Coppa Italia a scapito del Livorno. Il 26 agosto successivo esordisce in Serie B contro il Cittadella, mentre il 2 settembre arriva la sua prima rete nella competizione, contro il Foggia.

#### Frosinone
Rimasto svincolato, il 13 agosto 2019 si trasferisce ufficialmente al Frosinone firmando un contratto triennale. Esordisce con i ciociari il 28 settembre nella partita interna col Cosenza, mentre il primo gol arriva l'8 febbraio 2020, decidendo la vittoriosa trasferta in casa del Venezia. Il 20 agosto segna, nella finale playoff contro lo Spezia, il gol dell'1-0, inutile però in virtù della classifica avulsa, dal momento che all'andata lo Spezia aveva vinto 1-0.

#### Fatih Karagümrük
Il 26 luglio 2023, Rohdén passa a titolo definitivo al Fatih Karagümrük, nella Süper Lig, con cui firma un contratto biennale.
Il 10 gennaio 2024, segna la sua prima tripletta in carriera nel successo per 4-1 in campionato sul Kayserispor. Nella sua unica stagione con il club turco, colleziona complessivamente quattro reti e sei assist in 38 presenze fra campionato e coppa.

#### AEK Larnaca
Il 9 luglio 2024, viene ingaggiato a titolo definitivo dal AEK Larnaca, squadra della massima serie cipriota, con cui firma un contratto biennale.

### Nazionale
Dopo aver militato in alcune nazionali giovanili svedesi, nel gennaio 2015 ha esordito con la maglia della nazionale maggiore (seppur rimaneggiata, essendo presenti solo giocatori militanti nei campionati scandinavi) in occasione di un paio di partite amichevoli giocate ad Abu Dhabi.
Viene convocato per i Mondiali 2018, in cui non disputa nessuna delle partite della squadra arrivata ai quarti.

## Statistiche

### Presenze e reti nei club
Statistiche aggiornate al 9 luglio 2024.
| Stagione         | Squadra          | Campionato       | Campionato | Campionato | Coppa nazionale | Coppa nazionale | Coppa nazionale | Coppe continentali | Coppe continentali | Coppe continentali | Altre coppe | Altre coppe | Altre coppe | Totale | Totale |
| Stagione         | Squadra          | Comp             | Pres       | Reti       | Comp            | Pres            | Reti            | Comp               | Pres               | Reti               | Comp        | Pres        | Reti        | Pres   | Reti   |
| ---------------- | ---------------- | ---------------- | ---------- | ---------- | --------------- | --------------- | --------------- | ------------------ | ------------------ | ------------------ | ----------- | ----------- | ----------- | ------ | ------ |
| 2011             | Skövde AIK       | D1               | 4          | 0          | -               | -               | -               | -                  | -                  | -                  | -           | -           | -           | 4      | 0      |
| 2012             | Elfsborg         | A                | 22         | 3          | CS              | 4               | 2               | -                  | -                  | -                  | -           | -           | -           | 26     | 5      |
| 2013             | Elfsborg         | A                | 28         | 4          | CS              | 7               | 4               | UEL                | 3                  | 0                  | -           | -           | -           | 38     | 8      |
| 2014             | Elfsborg         | A                | 28         | 5          | CS              | 6               | 0               | UCL+UEL            | 4+7                | 2+0                | SS          | 1           | 0           | 46     | 7      |
| 2015             | Elfsborg         | A                | 27         | 7          | CS              | 1               | 0               | UEL                | 6                  | 1                  | -           | -           | -           | 34     | 8      |
| 2016             | Elfsborg         | A                | 15         | 4          | CS              | 4               | 0               | UEL                | 6                  | 2                  | -           | -           | -           | 25     | 6      |
| Totale Elfsborg  | Totale Elfsborg  | Totale Elfsborg  | 120        | 23         |                 | 22              | 6               |                    | 26                 | 5                  |             | 1           | 0           | 169    | 34     |
| 2016-2017        | Crotone          | A                | 34         | 1          | CI              | 1               | 0               | -                  | -                  | -                  | -           | -           | -           | 35     | 1      |
| 2017-2018        | Crotone          | A                | 26         | 2          | CI              | 1               | 0               | -                  | -                  | -                  | -           | -           | -           | 27     | 2      |
| 2018-2019        | Crotone          | B                | 17         | 1          | CI              | 1               | 1               | -                  | -                  | -                  | -           | -           | -           | 18     | 2      |
| Totale Crotone   | Totale Crotone   | Totale Crotone   | 77         | 4          |                 | 3               | 1               |                    | -                  | -                  |             | -           | -           | 80     | 5      |
| 2019-2020        | Frosinone        | B                | 25+5       | 2+1        | CI              | 0               | 0               | -                  | -                  | -                  | -           | -           | -           | 30     | 3      |
| 2020-2021        | Frosinone        | B                | 32         | 2          | CI              | 1               | 0               | -                  | -                  | -                  | -           | -           | -           | 33     | 2      |
| 2021-2022        | Frosinone        | B                | 22         | 2          | CI              | 1               | 0               | -                  | -                  | -                  | -           | -           | -           | 23     | 2      |
| 2022-2023        | Frosinone        | B                | 33         | 3          | CI              | 1               | 0               | -                  | -                  | -                  | -           | -           | -           | 34     | 3      |
| Totale Frosinone | Totale Frosinone | Totale Frosinone | 112+5      | 9+1        |                 | 3               | 0               |                    | -                  | -                  |             | -           | -           | 120    | 10     |
| 2023-2024        | Fatih Karagümrük | SL               | 34         | 4          | TK              | 4               | 0               | -                  | -                  | -                  | -           | -           | -           | 38     | 4      |
| 2024-2025        | AEK Larnaca      | A                | 0          | 0          | CC              | 0               | 0               | UECL               | 0                  | 0                  | -           | -           | -           | 0      | 0      |
| Totale carriera  | Totale carriera  | Totale carriera  | 343+5      | 41         |                 | 31              | 7               |                    | 26                 | 5                  |             | 1           | 0           | 406    | 53     |

### Cronologia presenze e reti in nazionale
| Cronologia completa delle presenze e delle reti in nazionale ― Svezia | Cronologia completa delle presenze e delle reti in nazionale ― Svezia | Cronologia completa delle presenze e delle reti in nazionale ― Svezia | Cronologia completa delle presenze e delle reti in nazionale ― Svezia | Cronologia completa delle presenze e delle reti in nazionale ― Svezia | Cronologia completa delle presenze e delle reti in nazionale ― Svezia | Cronologia completa delle presenze e delle reti in nazionale ― Svezia | Cronologia completa delle presenze e delle reti in nazionale ― Svezia |
| Data                                                                  | Città                                                                 | In casa                                                               | Risultato                                                             | Ospiti                                                                | Competizione                                                          | Reti                                                                  | Note                                                                  |
| --------------------------------------------------------------------- | --------------------------------------------------------------------- | --------------------------------------------------------------------- | --------------------------------------------------------------------- | --------------------------------------------------------------------- | --------------------------------------------------------------------- | --------------------------------------------------------------------- | --------------------------------------------------------------------- |
| 15-1-2015                                                             | Abu Dhabi                                                             | Svezia                                                                | 2 – 0                                                                 | Costa d'Avorio                                                        | Amichevole                                                            | 1                                                                     |                                                                       |
| 19-1-2015                                                             | Abu Dhabi                                                             | Svezia                                                                | 0 – 1                                                                 | Finlandia                                                             | Amichevole                                                            | -                                                                     |                                                                       |
| 31-3-2015                                                             | Stoccolma                                                             | Svezia                                                                | 3 – 1                                                                 | Iran                                                                  | Amichevole                                                            | -                                                                     | 90’                                                                   |
| 6-1-2016                                                              | Abu Dhabi                                                             | Svezia                                                                | 1 – 1                                                                 | Estonia                                                               | Amichevole                                                            | -                                                                     | 46’                                                                   |
| 10-1-2016                                                             | Abu Dhabi                                                             | Svezia                                                                | 3 – 0                                                                 | Finlandia                                                             | Amichevole                                                            | -                                                                     |                                                                       |
| 30-5-2016                                                             | Malmö                                                                 | Svezia                                                                | 0 – 0                                                                 | Slovenia                                                              | Amichevole                                                            | -                                                                     | 71’                                                                   |
| 6-9-2016                                                              | Stoccolma                                                             | Svezia                                                                | 1 – 1                                                                 | Paesi Bassi                                                           | Qual. Mondiali 2018                                                   | -                                                                     | 76’                                                                   |
| 15-11-2016                                                            | Budapest                                                              | Ungheria                                                              | 0 – 2                                                                 | Svezia                                                                | Amichevole                                                            | -                                                                     | 19’                                                                   |
| 13-6-2017                                                             | Oslo                                                                  | Norvegia                                                              | 1 – 1                                                                 | Svezia                                                                | Amichevole                                                            | -                                                                     | 69’                                                                   |
| 13-11-2017                                                            | Milano                                                                | Italia                                                                | 0 – 0                                                                 | Svezia                                                                | Qual. Mondiali 2018                                                   | -                                                                     | 71’                                                                   |
| 2-6-2018                                                              | Solna                                                                 | Svezia                                                                | 0 – 0                                                                 | Danimarca                                                             | Amichevole                                                            | -                                                                     | 65’                                                                   |
| 9-6-2018                                                              | Göteborg                                                              | Svezia                                                                | 0 – 0                                                                 | Perù                                                                  | Amichevole                                                            | -                                                                     | 85’                                                                   |
| 6-9-2018                                                              | Praga                                                                 | Austria                                                               | 2 – 0                                                                 | Svezia                                                                | Amichevole                                                            | -                                                                     |                                                                       |
| 10-9-2018                                                             | Solna                                                                 | Svezia                                                                | 2 – 3                                                                 | Turchia                                                               | UEFA Nations League 2018-2019 - 1º turno                              | -                                                                     | 71’                                                                   |
| 16-10-2018                                                            | Solna                                                                 | Svezia                                                                | 1 – 1                                                                 | Slovacchia                                                            | Amichevole                                                            | -                                                                     | 82’                                                                   |
| 16-11-2022                                                            | Solna                                                                 | Messico                                                               | 1 – 2                                                                 | Svezia                                                                | Amichevole                                                            | 1                                                                     | 83’                                                                   |
| 19-11-2022                                                            | Malmö                                                                 | Svezia                                                                | 2 – 0                                                                 | Algeria                                                               | Amichevole                                                            | -                                                                     | 75’                                                                   |
| 16-6-2023                                                             | Solna                                                                 | Svezia                                                                | 4 – 1                                                                 | Nuova Zelanda                                                         | Amichevole                                                            | -                                                                     |                                                                       |
| 12-10-2023                                                            | Solna                                                                 | Svezia                                                                | 3 – 1                                                                 | Moldavia                                                              | Amichevole                                                            | -                                                                     |                                                                       |
| Totale                                                                |                                                                       | Presenze                                                              | 19                                                                    |                                                                       | Reti                                                                  | 2                                                                     |                                                                       |

## Palmarès

### Club

#### Competizioni nazionali
- Campionato svedese: 1

Elfsborg: 2012
- Coppa di Svezia: 1

Elfsborg: 2013-2014
- Campionato italiano di Serie B: 1

Frosinone: 2022-2023
- Coppa di Cipro: 1

AEK Larnaca: 2024-2025